# 保华镇 (六盘水市)
保华镇，是中华人民共和国贵州省六盤水市水城区下辖的一个乡镇级行政单位。
2013年2月22日，贵州省人民政府批复同意撤销保华苗族彝族乡，设置保华镇，镇人民政府驻加河村。
2015年6月4日，贵州省人民政府批复同意水城县乡镇行政区划调整，新设置的保华镇辖原保华镇、发箐苗族彝族乡地域，镇人民政府驻阿勒河居委会。
2020年7月，保华镇划归六盘水市钟山区管辖。

## 行政区划
保华镇下辖以下地区：
加河村、民生村、二道坪村、双桥村、大河村、大陆村、阿勒村、双营村、岔河村、黄屯村、奢旮村、清塘村、大坡村、发戛村、海螺村和发箐村。